# Менеджер по работе с клиентами
Ме́неджер по рабо́те с клие́нтами (Account manager) — специалист, в должностные обязанности которого входит обслуживание клиентов.

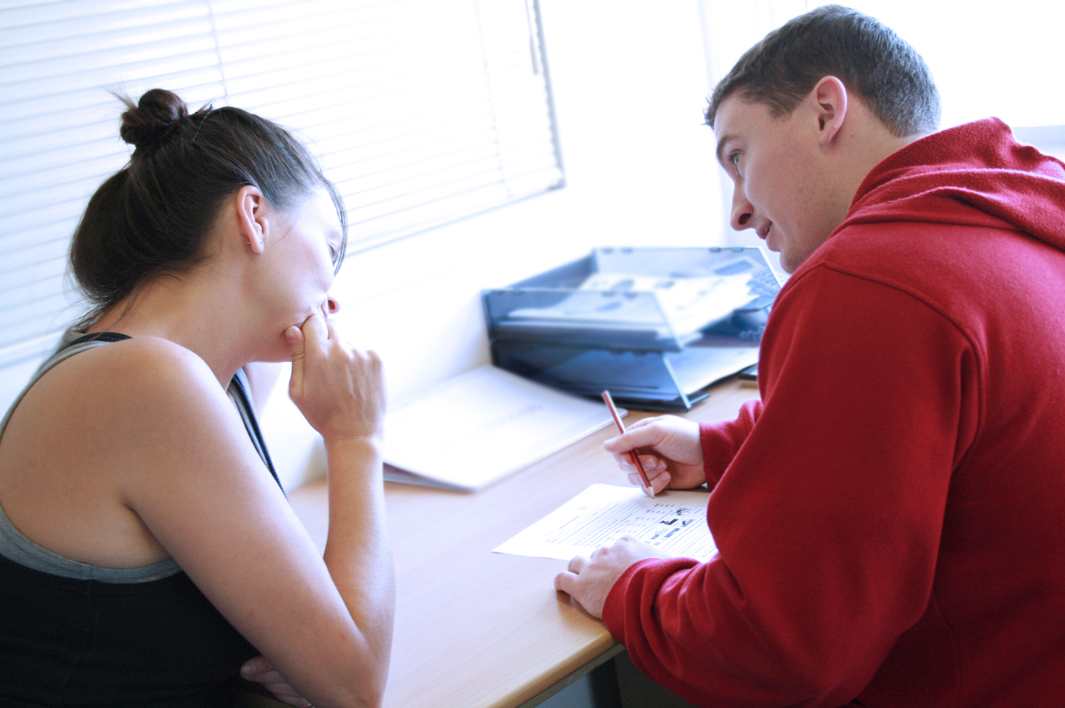
Личный тренер выступает в роли менеджера, выясняя потребности клиента

Сфера деятельности менеджера по работе с клиентами обширна: это может быть торговля, где основной задачей является поиск клиентов и работа с ними, рекламная деятельность, где требуется именно индивидуальный подход к каждому клиенту и прочее. Мировые тенденции в области клиентского менеджмента заключаются в передаче ключевых клиентов глобальным менеджерам.

## Основные функциональные обязанности менеджера по работе с клиентами
- Выявляет потенциальных клиентов, осуществляет анализ потребностей клиентов, их уровень и направленность.
- Проводит переговоры с клиентами, знакомит покупателей с продукцией и её потребительскими свойствами, ценами, скидками, условиями продажи, порядке проведения расчётов, выдачи и погрузки товара.
- Следит за наличием полного ассортимента продукции и демонстрационных образцов.
- Разрабатывает методики поиска клиентов, схемы привлечения клиентов и общения с ними.
- Поддерживает постоянный контакт с существующими клиентами, организует работу с ними.
- Выезжает на место совершения сделки и оформляет документы на покупку товара, также совершает расчет итоговой стоимости покупки с учётом действующих скидок.
- Применяет политику конкурентов во взаимоотношениях с клиентами.

## Менеджер по работе с ключевыми клиентами
Менеджер по работе с ключевыми клиентами полностью планирует отношения с каждым из ключевых клиентов фирмы. Специалист этой квалификации занимается управлением проектами, координированием, стратегическим планированием, управлением взаимоотношениями, переговорами, планированием потенциала. К ключевыми клиентами в российских коммерческих организациях нередко относят всех крупных клиентов (исходя из объемов продаж последним), что не совсем верно, во-первых, с терминологической точки зрения, а, во-вторых, относительно современных взглядов на процесс управления ключевыми клиентами (key account management) в зарубежных исследованиях и публикациях. 